# Албанска азбука
Съвременната азбука на албанския език се основава на латиницата и съдържа 36 букви. В албанската подредба липсва латинската буква W.
| Буква:            | A | B | C  | Ç  | D | Dh | E | Ë | F | G | Gj            | H | I | J    | K | L        | Ll | M | N | Nj                | O | P | Q            | R   | Rr | S | Sh | T | Th   | U | V | X  | Xh | Y       | Z | Zh |
| Звукова стойност: | a | b | t͡s | t͡ʃ | d | ð  | e | ə | f | ɡ | ɟ             | h | i | j    | k | l        | ɫ  | m | n | ɲ                 | o | p | c            | ɾ   | r  | s | ʃ  | t | θ    | u | v | d͡z | d͡ʒ | y       | z | ʒ  |
| Български:        | А | Б | Ц  | Ч  | Д | ** | Е | Ъ | Ф | Г | (Дя) Дьо*, Дж | Х | И | Й, Ь | К | Ля, Льо* | Л  | М | Н | меко Н, (Ня) Ньо* | О | П | (Тя) Тьо*, Ч | *** | Р  | С | Ш  | Т | **** | У | В | Дз | Дж | Ю ***** | З | Ж  |

```
Легенда:
* на български буквите са представени с ьо, но на албански е без крайния звук о.
Буквата я се предава с кратък звук.
** Това се представя както th от англ. the
*** Звучи както r на английски език
**** Това се представя както th от англ. thin
***** Това звучи като френското 
u
 или немското 
ü
```

Удебелените букви са гласните. Прослушване на албанската азбука.

## История
Приемането на обща албанска азбука се превръща в една от основните задачи на Албанското национално възраждане в края на XIX и началото на XX век. По това време различните конфесионални общности използват различни писмени системи – католиците латиница, православните гръцка азбука, а мюсюлманите арабска азбука. Отделно съществуват и множество различни системи за адаптиране на тези писмености към албанската фонология.
Още в средата на XIX век Наум Векилхаджи разработва напълно нова писмена система от 33 букви, наподобяващи графично арменските. Тази азбука не се налага масово, заради липсата на типографски шрифтове. През 1879 година Призренската лига утвърждава т.нар. „истанбулска азбука“, разработена от Сами Фрашъри, Яни Врето, Пашко Васа и други дейци на Възраждането. Тя е компромисно решение, базирано на латиницата, но с няколко гръцки и новосъздадени букви.
Истанбулската азбука, наричана често и „национална азбука“, се налага в Централна и Южна Албания, както и сред албанските общности в България и Румъния, но не е възприета от католиците в Северна Албания. През 1899 година литературното дружество „Башкими“ в Шкодра, водени от Пренг Дочи, предлагат своя азбука, следваща изцяло латиницата и използваща за специфичните фонеми главно диграфи (и една гласна с диакритичен знак). Друго шкодренско дружество, „Агими“ на Ндре Меда, изготвя през 1901 година друг вариант, който обаче използва предимно диакритични знаци, за да съпоставя по една буква на всяка фонема и обратно.
Окончателното стандартизиране на албанската азбука е извършено на Битолския конгрес през ноември 1908 година. Азбуката е подготвена от комисия с представители на различните общности, оглавявана от католическия свещеник Герг Фишта. Тя е изцяло базирана на латиницата като запазва фонетичния принцип на предходните проекти – на всяка от 36-те албански фонеми съответства по една буква или съчетание от букви.

## Галерия
- Съвременна албанска азбука
- Албанска „Истанбулска азбука“
- Албанска азбука с арабски букви
- Албанска азбука с гръцки букви